# وكالة أنباء بختار
وكالة أنباء بختار ( بنا ) هي وكالة الأنباء الرسمية للحكومة الأفغانية ، ومقرها كابول . تعد الوكالة مصدرًا رئيسيًا للأخبار لجميع وسائل الإعلام في أفغانستان ، حيث تجمع الأخبار المحلية والدولية وتوفر المعلومات لوسائل الإعلام. تقدم الوكالة الأخبار باللغات التالية: الإنجليزية ، والدارية ، والعربية ، والروسية ، والأردية ، والأوزبكية . تقارير وكالة أنباء بختار مؤيدة لطالبان .
تأسست عام 1939 من قبل إدارة الصحافة الحكومية في أفغانستان ، وهي تراقب الأخبار الخارجية والمحلية قبل توزيعها. لم يتم إضافة القطاع الإنجليزي لتوزيع الأخبار حتى عام 1992 لإبقاء الدبلوماسيين الأجانب على اطلاع بالأخبار الأفغانية. وزارة الثقافة والإعلام الأفغانية تقوم برصد ما أوردته وكالة أنباء بختار.
في عام 2002 ، أنشأت وكالة الأنباء الفرنسية رابطًا عبر الأقمار الصناعية يوفر المعلومات الإخبارية لوكالة أنباء بختار. كانت الحكومة قد خططت لجعل الوكالة مستقلة عن سيطرة الحكومة الأفغانية في عام 2004 قبل انتخابات الرئاسة الأفغانية 2004 .

## أنظر أيضا
- إعلام أفغانستان

## روابط خارجية
- الموقع الرسمي
- BakhtarNA على تويتر.
- Bakhtar News Agency's channel on YouTube
- BBC Profile Afghan Media